# MQ-9 Reaper
MQ-9 Reaper (в превод "Жътварка") е безпилотен боен летателен апарат (БПЛА/Дрон), способен на дистанционно управлявани или автономни полети, разработен от General Atomics Aeronautical Systems. предимно за Военновъздушните сили на Съединените американски щати. MQ-9 и други БПЛА се наричат дистанционно пилотирани превозни средства/летателни апарати от ВВС на САЩ, за да се посочи наземното управление от хора.
MQ-9 е първият БПЛА "ловец-убиец", предназначен за дълготрайно наблюдение на голяма надморска височина.

## Разработка
General Atomics "Predator B-001 прототипен самолет, който излита за първи път на 2 февруари 2001 година. Авраам Карем е конструкторът на Предатора. B-001 е снабден с турбовинтов двигател AlliedSignal Garrett TPE331-10T с мощност 950 конски сили. Рамката му се основава на стандартната рамка на Предатора, освен с разширен фюзелаж и удължени крила от 15 м до 20 м. B-001 има скорост от 220 възела (410 км/ч;) и може да носи товар от 340 кг на височина от 15 000 м  с продължителност на полета от 30 часа.
Екипажите на MQ-9 Reaper (пилоти и оператори на сензори), разположени на бази като въздушна база Крийч близо до Лас Вегас, Невада, могат да издирват цели и да наблюдават терен с помощта на множество сензори, включително термографска камера. Твърди се, че камерата на борда може да прочете регистрационен номер на кола от разстояние от две мили (3,2 км). Командата на оператора отнема 1,2 секунди да достигне до дрона чрез връзка със спътник.
MQ-9 е оборудван с шест точки на окачване за товари. Вътрешните точки за окачване за товари могат да носят максимум 680 кг всяка и позволяват носене на външни резервоари за гориво. Средните точки на окачване на крилото могат да носят максимум 600 паунда или 270 кг всяка, докато конзоните външни точки на окачване могат да носят максимум 91 кг всяка. MQ-9 с два външни резервоара за гориво от по 450 кг и 450 кг боеприпаси има продължителност на полета от 42 часа. Дрона има продължителност на полета от 14 часа, когато е напълно зареден с боеприпаси.

## Събития
На 14 март 2023 година един от двата изпращани Су-27 на Руската Федерация се сблъсква с MQ-9 Reaper, който лети в международно въздушно пространство над Черно море. В изявление генерал Джеймс Хекър от Въздушните сили на САЩ в Европа и Африка заявява: "Около 7:03 ч. (Централноевропейско време) един от руските Су-27 удря витлото на MQ-9, което накара силите на САЩ да свалят MQ-9 в международни води. Няколко пъти преди сблъсъка, Су-27 изхвърля гориво и летя пред MQ-9 по неотговорен и непрофесионален начин. Този инцидент демонстрира липса на компетентност и е небезопасен и непрофесионален. Русия заяви, че ще се опита да възстанови дрона.

## Технически спецификации

### Общи характеристики
- Височина: 15 км
- Автономност: 27 часа при пълно натоварване[29]
- Обхват: 1900 км Капацитет на гориво: 1300 кг
- Дължина: 11 метра
- Товароподемност: 1700 кг
- Тегло: 2223 кг (празен); 4760 кг (максимален)
- Размах на крилата: 20 метра
- Максимална скорост: 400 км/час
- Крайцерска скорост: 250 км/час
- Двигател: турбовитлов двигател Honeywell TP331-10, 670 кВт (910 к.с.)

### Авионика
- Радарната станция AN/APY-8 Lynx II със синтезирана апертура, която може да работи в чартърен режим, е разположена в носа на самолета.
- Комбинираната електронно-оптическа и термална прицелна станция MTS-B се намира на сферично закрепване под корпуса на самолета. Тя включва лазерен далекомер-целеуказател, който може да осигури насочване към всички видове боеприпаси на САЩ и НАТО с полуактивно лазерно навеждане.

### Въоръжение
- До 4 ракети въздух-земя AGM-114 Hellfire; до 8 в модификацията MQ-9A

- Или 4 ракети Hellfire и 2 бомби с лазерно насочване Mark 82 (GBU-12 Paveway II)
- Или бомби Mark 82 с GPS насочване (GBU-38 JDAM).
- Ракети въздух-въздух

## Потребителски държави
- САЩ
- Франция
- Индия
- Италия
- Япония
- Испания
- Великобритания